# 신사우도서관
신사우도서관은 강원특별자치도 춘천시 소재의 시립 도서관으로 춘천시립청소년도서관의 분관이다.

## 연혁
- 2005년 11월 16일 개관.

## 시설현황
- 2층: 일반자료실, 학습실, 문화교실, 휴게실
- 1층: 어린이실, 유아실, 정보검색실, 사무실

## 이용 안내
휴관일
- 매주 월요일
- 국가지정 공휴일
- 12월 30일 ~ 12월 31일

이용시간
- 종합자료실: 09:00 ~ 18:00
- 학습실: 09:00 ~ 22:00